# CCTV-5
CCTV-5 (chino: 中国中央电视台体育频道), también conocido como el Canal Olímpico, es parte de la familia de los canales de la CCTV. Es el principal canal de deportes de la República Popular China. CCTV-5 comenzó a emitir el 1 de enero de 1995. CCTV-5 emite 24 horas al día, 7 días a la semana. 
Tiene una cobertura extensa de ligas de fútbol europeas (las ligas italianas, españolas, alemanas y francesa). CCTV-5 también tiene el derecho exclusivo en China de difundir la Copa Mundial de Fútbol, los Juegos Olímpicos y los Juegos Asiáticos. Tiene muchos programas populares entre los fanes de deportes chinos.
CCTV-5(como la mayoría de los otros canales del CCTV) puede ser visto para libre vía Internet.

## Cambio de nombre y escándalo
En enero de 2008, el canal pasó a llamarse "Canal Olímpico" Durante la ceremonia de inauguración del canal, una de los locutoras, Hu Ziwei acusó a su pareja, Zhang Bin de adulterio.

## Programación deportiva
CCTV-5 da cobertura a los siguientes eventos:
Eventos multideportivos
- Juegos Olímpicos
- Juegos Olímpicos de Invierno
- Juegos Paralímpicos
- Juegos Asiáticos
- Juegos del Sudeste Asiático

Baloncesto
- Campeonato Mundial de Baloncesto
- Chinese Basketball Association
- National Basketball Association

Fútbol
- Super Liga China
- Copa de Asia
- Copa Mundial de la FIFA
- Eurocopa
- Liga de Campeones de la UEFA
- UEFA Nations League
- Bundesliga
- Eliminatorias de la Copa Mundial de la FIFA 2018 - Asia
- Ligue 1
- Serie A de Italia
- Liga de España
- Premier League

Otros
- Campeonato Mundial de Bádminton
- Confederación Asiática de Bádminton
- Campeonato Mundial de Voleibol
- Federación Internacional de Tenis de Mesa